# عمار عمور
عمار عمور (انگلیسی: Amar Ammour؛ زادهٔ ۱۰ سپتامبر ۱۹۷۶) بازیکن فوتبال اهل الجزایر بود.
از باشگاه‌هایی که در آن بازی کرده‌است می‌توان به باشگاه فوتبال شباب بلوزداد، باشگاه فوتبال اتحاد الجزایر و باشگاه فوتبال مولودیه الجزایر اشاره کرد.
وی همچنین در تیم‌های ملی فوتبال الجزایر بازی کرده‌است.